# 普罗斯佩克特海茨 (伊利诺伊州)
普罗斯佩克特海茨（英語：Prospect Heights）是一個位於美國伊利諾伊州庫克縣的城市。

## 地理
普罗斯佩克特海茨的座標為42°06′20″N 87°55′41″W / 42.10556°N 87.92806°W，而該地的平均海拔高度為204米（即669英尺）。

## 人口
根據2010年美國人口普查的數據，普罗斯佩克特海茨的面積為11.10平方千米，當中陸地面積為11.02平方千米，而水域面積為0.08平方千米。當地共有人口16256人，而人口密度為每平方千米1,464.5人。